# Fabio Bazzani
Fabio Bazzani (ur. 20 października 1976 w Bolonii) – włoski piłkarz występujący na pozycji napastnika.

## Kariera klubowa
Fabio Bazzani zawodową karierę rozpoczynał w 1994 roku w zespole Boca San Lazzaro. Zdobył 30 bramek w 57 meczach i zainteresowali się nim działacze A.C. Sandony, do której trafił w 1996 roku. Tam jednak goli strzelił już znacznie mniej, w efekcie czego został sprzedany do klubu SSC Venezia, w barwach którego wystąpił tylko w 2 pojedynkach. Następnie przeszedł do drużyny AS Varese, jednak i tam nie mógł odzyskać formy, jaką prezentował w swoim pierwszym klubie w karierze. Dopiero po transferze do AC Arezzo Bazzani odzyskał dobrą formę. Zaliczył 20 trafień w 32 spotkaniach Serie B i w swoim składzie znów chciała go mieć Venezia. Piłkarz powrócił do niej latem 2000 roku, jednak w trzeciej lidze spisywał się znacznie poniżej oczekiwań strzelając zaledwie 5 goli w 39 meczach. Następnie Bazzani Został sprzedany do Serie A, a konkretnie do zespołu AC Perugia.
Następnie trafił do Sampdorii, dla której w 110 występach zdobył 33 bramki. W czasie pobytu w ekipie „Blucerchiati” Fabio został wypożyczony do S.S. Lazio, natomiast w odwrotnym kierunku powędrował wówczas Simone Inzaghi. Po powrocie do Genui Bazzani grał tam jeszcze przez dwa sezony, po czym za darmo powędrował do drugoligowej Brescii Calcio. Przed przejściem do tego klubu Bazzani był bliski podpisania kontraktu z AS Livorno Calcio (niektóre źródła podawały nawet, że Włoch już złożył podpis na umowie), jednak kibice „Amaranto” nie chcieli mieć go w swojej drużynie i zaczęli protestować. Ostatecznie transfer nie doszedł do skutku, a Bazzani dla Brescii strzelił tylko 1 gola w 21 występach.
14 lipca 2008 roku włoski zawodnik odszedł do drużyny Delfino Pescara 1936, z którą występował w rozgrywkach Lega Pro Prima B. 21 lipca 2009 roku Bazzani przeszedł do zespołu SPAL 1907 grającego w tej samej lidze.

## Kariera reprezentacyjna
W reprezentacji Włoch Bazzani zadebiutował 11 listopada 2003 roku w przegranym 3:1 pojedynku przeciwko Polsce. Na boisku pojawił się wówczas w 83. minucie zmieniając strzelca jedynej bramki dla Włochów – Antonio Cassano. Później Fabio zagrał jeszcze w spotkaniach z Rumunią i Islandią, jednak nie udało mu się zdobyć w nich gola.

## Życie prywatne
Fabio jest mężem włoskiej aktorki i modelki Alessi Merz, z którą wziął ślub 11 czerwca 2005 roku. Mają dwoje dzieci – syna Niccolò (ur. 2006) i córkę Martinę (ur. 2008).